# Annina Rajahuhtová
Annina Rajahuhtová, rodným jménem Annina Rajahuhta, rodné jméno také psáno jako Anniina (* 8. března 1989, Helsinky) je finská lední hokejistka. Na Zimních olympijských hrách 2010 ve Vancouveru získala s týmem bronzovou medaili. V sezóně 2010/2011 hrála v klubu Hämeenlinnan Pallokerho.

## Přehled výsledků
| Událost  | Góly | Asistence | Body | Střely | PIM | +/- |
| ZOH 2010 | 0    | 0         | 0    | 0      | 0   | -2  |
| MS 2011  | 2    | 1         | 3    | 29     | 2   | +2  |

Před MS 2009 byla v širšém výběru fínského týmu, ale do konečné nominace se nakonec nedostala.